# Sidney Gusman
Sidney Gusman (São Paulo, 29 de agosto de 1966) é um jornalista brasileiro formado pela Universidade Metodista de São Bernardo do Campo.
Sidney é um dos maiores especialistas em quadrinhos no País.

## Biografia
Sidney escreve sobre quadrinhos desde 1990 e já teve artigos sobre os temas publicados em jornais como O Estado de S.Paulo, Folha de S.Paulo, Jornal da Tarde , Folha da Tarde e outros. Também publicou matérias sobre quadrinhos em veículos que, aparentemente, não tinham a menor ligação com o assunto, como as revistas Imprensa (os jornalistas das HQs), Superinteressante (Os Cientistas), Gula (Os Comilões), Duas Rodas (Os Motoqueiros), Sexy (Os super-heróis agora transam) etc.
Foi jurado dos principais salões de humor do País: Piracicaba, Teresina, Recife, Foz de Iguaçu e também do Mapa Cultural de São Paulo (na categoria Desenho de Humor).
Em 1992 começou como redator na Editora Globo, onde trabalhou em títulos como Sandman (revista em quadrinhos), O Fantasma e Marvel Force). De dezembro de 2001 a julho de 2003, foi editor executivo da área de quadrinhos da Conrad Editora. E de 2003 a 2006 editou, para a Panini Comics, a revista Wizard.
Entre 2005 e 2006, lançou os livros 100 Respostas sobre Super-Heróis, 100 Respostas sobre Hanna-Barbera, 100 Respostas sobre Batman e Grandes Sagas - DC, todos publicados pela Editora Abril.
Na 19ª Bienal do Livro de São Paulo em 2006, Sidney lançou o livro Mauricio – Quadrinho a Quadrinho pela Editora Globo, que conta a história da paixão do criador da Turma da Mônica pelos gibis.
Desde setembro de 2006, Sidney é responsável também pela área de Planejamento Editorial da Mauricio de Sousa Produções.

## Prêmios e Homenagens
Foi sete vezes vencedor do Troféu HQ Mix (de 2000 a 2006), maior premiação de quadrinhos no País. É editor-chefe do Universo HQ, o principal site sobre quadrinhos do Brasil, que venceu nove vezes o Troféu HQ Mix em sua categoria (de 2000 a 2007 e 2009), e é o principal veículo brasileiro de divulgação dos profissionais do traço nacional.